# Phaonia simplex
Phaonia simplex este o specie de muște din genul Phaonia, familia Muscidae, descrisă de Albuquerque în anul 1958. Conform Catalogue of Life specia Phaonia simplex nu are subspecii cunoscute.